# Yanacona
Yanacona (probablemente del quechua yanakuna) significa esclavos de la nobleza (-kuna es la marca del plural ,  en quechua, equivalente al -s plural del castellano). Los quechuas le dieron el uso para referirse a los "auxiliares" por la condición servil que presentaban al igual que los yana fue un término mal empleado por el Virreinato para dar denominación o  equivalente a "auxiliar" o "ayudante", y especialmente usado para denominar a los porteadores de los ejércitos del Tahuantinsuyo o "Imperio Inca". Los Yanacona (Yanakuna) fueron especialistas en artes diversos que apoyaban al Inca según sus cualidades. Muchos eran kurakas (Sabedores), Khipukamayuq (Guiadores de las estadísticas del Inca), Yachaq (sabios), Yachachiq (Profesores).
Los españoles, durante la conquista del Perú, comenzaron a usar la denominación para referirse a los pueblos indígenas que tenían de servidumbre, ya fuera en las encomiendas (en su mayor parte regentadas por caciques incas) o integrados a las formaciones militares como "indios auxiliares". La palabra fue también usada durante la conquista de otras áreas de Sudamérica. Los mapuches denominaban Yanaconas (en su acepción de "servil" y  "cobarde") a los Incas y otros indígenas de etnias quechuas que servían como soldada del conquistador español.
También se conoce como pueblo yanacona a un grupo indígena que habita en Colombia, con una población aproximada de 34 000 en el departamento de Cauca principalmente.
Este es un pueblo de ancestros Incas que mantiene vivas sus costumbres, gobierno propio, espiritualidad. El retorno al idioma propio Runa Shimi o Kichwa es hoy vigente en todas sus comunidades.
Yana significa negro, -kuna es la marca del plural: Los negros literalmente; en sí se refiere a la gente de piel oscura, quemada por inti (sol). Yana es también la noche, entonces al referirse a los indígenas significa gente de la noche, gente del silencio, que vigila, gente espiritual. La noche es sabia, y así es el Yanakuna del Caucca.

## Uso contemporáneo
Contemporáneamente en algunos paisajes andinos sureños también se le dio la connotación de "traidor" o servil a los intereses extranjeros, en referencia a la supuesta deslealtad de los yanaconas con los pueblos originarios. Esta acepción de la palabra es de origen mapuche y se remonta a los tiempos de la conquista española. Los mapuches usaron tres palabras a partir de alusiones a los pueblos indígenas del Perú, para caracterizar conceptos que desconocían. El primero de ellos es "Inca", originado en este concepto surge "Huinca" para referirse al conquistador español, palabra que varía entre los diversos dialectos mapuches y puede significar "El nuevo inca". Finalmente, para caracterizar la palabra traidor, "Yanacona" que alude tanto a los siervos de algunos Incas aliados a los españoles (como Paullu Inca), como también a los sirvientes de hispanos de otras etnias centroamericanas, que llegaron a Chile como cargadores y soldados de los conquistadores. 
Por la connotación y estigmatización referida, en Argentina y Chile, en el marco del Conflicto mapuche y el Conflicto en La Araucanía, se le da la denominación de "yanacona" a aquellos mapuches que realizan acciones consideradas contrarias a los intereses mapuche, como por ejemplo, declarar contra los comuneros y activistas mapuches en los juicios que el Estado chileno lleva en su contra. Es usado como sinónimo de traidor.

### Yanaconaje y reforma agraria en el Perú
El término "yanaconaje" hace referencia a un sistema de explotación agrícola no capitalista que, gracias a la reforma agraria en el Perú, incluye la participación del grupo yanacona reconociendo su derecho de propiedad de la tierra. A partir de esta reforma, los yanaconas pasaron de ser considerados fuerza de trabajo que posee experiencia agrícola a pequeños propietarios, modalidad que, junto con la mediana propiedad y las empresas asociativas integraron la nueva estructura agraria de 1976.
El yanaconaje existió desde la época prehispánica y fue cambiando en el Virreinato y la época moderna, momento en el que fue una asociación entre el hacendado, quien aportaba los recursos materiales (insumos, equipo, tierra, etc.) y el yanacona, que poseía el conocimiento y experiencia en el cultivo de la tierra. En este sentido, la yanaconaje es clave en el éxito del sistema de las haciendas en Perú, ya que en ellas se obtenían ganancias de las siguientes fuentes: la renta de la parcela a los yanaconas, la venta exclusiva y favorable que estos hacían de los productos a los mismos hacendados y el interés generados por el dinero que los yanaconas pagaban anualmente como habilitación.